# Coupe du monde de marathon FINA de nage en eau libre 2019
Navigation
Édition 2018 Édition 2020
L'édition 2019 de la Coupe du monde de marathon FINA de nage en eau libre se dispute entre les mois de février et septembre. Elle est appelée Marathon Swim World Series 2019.

## Étapes
L'édition 2019 est composée de 9 étapes de 10 kilomètres chacune :
| Date         | Lieu         |
| ------------ | ------------ |
| 16 février   | Doha         |
| 12 mai       | Seychelles   |
| 8 juin       | Setúbal      |
| 15 juin      | Balatonfüred |
| 21 juillet   | Lac St-Jean  |
| 3 août       | Lac Mégantic |
| 28 août      | Ohrid        |
| 7 septembre  | Nantou       |
| 29 septembre | Chun'an      |

## Attribution des points
| Classement | 1  | 2  | 3  | 4  | 5  | 6  | 7 | 8 | 9 | 10 | + |
| ---------- | -- | -- | -- | -- | -- | -- | - | - | - | -- | - |
| Points     | 20 | 18 | 16 | 14 | 12 | 10 | 8 | 6 | 4 | 3  | 2 |

## Classement final
Pour être classés, les nageurs doivent avoir participé à au moins 70 % des courses.

## Vainqueurs par étape
| Étapes       | Hommes               | Hommes             |                   | Femmes             | Femmes |
| Étapes       | Vainqueur            | Temps              | Vainqueur         | Temps              |        |
| Doha         | Florian Wellbrock    | 1 h 52 min 21 s 60 | Ana Marcela Cunha | 2 h 3 min 51 s 50  |        |
| Seychelles   | Marc-Antoine Olivier | 1 h 56 min 2 s 00  | Arianna Bridi     | 2 h 1 min 33 s 90  |        |
| Setúbal      | Yohsuke Miyamoto     | 1 h 34 min 44 s 00 | Ana Marcela Cunha | 1 h 41 min 12 s 01 |        |
| Balatonfüred | Kristóf Rasovszky    | 1 h 50 min 12 s 00 | Ana Marcela Cunha | 1 h 58 min 45 s 40 |        |
| Lac St-Jean  | Kristóf Rasovszky    | 1 h 53 min 28 s 80 | Rachele Bruni     | 2 h 3 min 56 s 40  |        |
| Lac Mégantic | Kristóf Rasovszky    | 2 h 6 min 46 s 30  | Arianna Bridi     | 2 h 24 min 30 s 00 |        |
| Ohrid        | Kirill Abrosimov     | 2 h 0 min 21 s 80  | Ana Marcela Cunha | 2 h 11 min 38 s 40 |        |
| Nantou       | Nicholas Sloman      | 1 h 56 min 31 s 20 | Ana Marcela Cunha | 2 h 2 min 37 s 60  |        |
| Chun'an      | Ferry Weertman       | 1 h 56 min 0 s 13  | Arianna Bridi     | 2 h 4 min 5 s 44   |        |

## Podiums par étape

### Hommes
| Étape          | Or                         | Argent                    | Bronze                  |
| -------------- | -------------------------- | ------------------------- | ----------------------- |
| Doha           | Florian Wellbrock (GER)    | Kristóf Rasovszky (HUN)   | Jordan Wilimovsky (USA) |
| Seychelles     | Marc-Antoine Olivier (FRA) | Nicholas Sloman (AUS)     | Kristóf Rasovszky (HUN) |
| Setúbal        | Yohsuke Miyamoto (JPN)     | Andreas Waschburger (GER) | Alejandro Moreno (ARG)  |
| Balatonfüred   | Kristóf Rasovszky (HUN)    | Ferry Weertman (NED)      | Soeren Meissner (GER)   |
| Lac Saint-Jean | Kristóf Rasovszky (HUN)    | Fares Zitouni (FRA)       | Dario Verani (ITA)      |
| Lac Mégantic   | Kristóf Rasovszky (HUN)    | Dario Verani (ITA)        | Fan Hau-Li (CAN)        |
| Ohrid          | Kirill Abrosimov (RUS)     | Axel Reymond (FRA)        | Matteo Furlan (ITA)     |
| Nantou         | Nicholas Sloman (AUS)      | Hayden Paul Cotter (AUS)  | Matteo Furlan (ITA)     |
| Chun'an        | Ferry Weertman (NED)       | Matteo Furlan (ITA)       | Kirill Abrosimov (RUS)  |

### Femmes
| Étape          | Or                      | Argent                  | Bronze                 |
| -------------- | ----------------------- | ----------------------- | ---------------------- |
| Doha           | Ana Marcela Cunha (BRA) | Kareena Lee (AUS)       | Rachele Bruni (ITA)    |
| Seychelles     | Arianna Bridi (ITA)     | Ana Marcela Cunha (BRA) | Lara Grangeon (FRA)    |
| Setúbal        | Ana Marcela Cunha (BRA) | Rachele Bruni (ITA)     | Samantha Arévalo (ECU) |
| Balatonfüred   | Ana Marcela Cunha (BRA) | Arianna Bridi (ITA)     | Leonie Beck (GER)      |
| Lac Saint-Jean | Rachele Bruni (ITA)     | Anna Olasz (HUN)        | Caroline Jouisse (FRA) |
| Lac Mégantic   | Arianna Bridi (ITA)     | Rachele Bruni (ITA)     | Anna Olasz (HUN)       |
| Ohrid          | Ana Marcela Cunha (BRA) | Rachele Bruni (ITA)     | Arianna Bridi (ITA)    |
| Nantou         | Ana Marcela Cunha (BRA) | Arianna Bridi (ITA)     | Rachele Bruni (ITA)    |
| Chun'an        | Arianna Bridi (ITA)     | Ana Marcela Cunha (BRA) | Xin Xin (CHN)          |